# Cyclaspis kerguelenensis
Cyclaspis kerguelenensis is een zeekommasoort uit de familie van de Bodotriidae. De wetenschappelijke naam van de soort is voor het eerst geldig gepubliceerd in 1977 door Ledoyer.